# Claude Houben
 (janvier 2024).
Si vous disposez d'ouvrages ou d'articles de référence ou si vous connaissez des sites web de qualité traitant du thème abordé ici, merci de compléter l'article en donnant les références utiles à sa vérifiabilité et en les liant à la section « Notes et références ».
Claude Houben, né en 1926 et mort le 10 octobre 2009, est un bobeur belge. Il est le fils de Max Houben, bobeur belge médaillé d'argent aux Jeux olympiques d'hiver de 1948 et médaillé d'argent et de bronze Championnats du monde 1947.

## Carrière
Claude Houben est présent aux Championnats du monde 1947 à Saint-Moritz et remporte une médaille d'argent en bob à quatre.

## Palmarès

### Championnats du monde
- : médaillé d'argent en bob à quatre aux Championnats du monde 1947.